# Eurema brigitta
Eurema brigitta, ou pequena erva amarela, é uma pequena borboleta da família Pieridae, isto é, as amarelas e brancas. Ela pode ser encontrada na Índia, em outras partes da Ásia, Austrália e África.
A envergadura é de 30 a 35 mm. Os adultos voam durante todo o ano.
As larvas alimentam-se de espécies Hypericum aethiopicum e Chamaecrista mimosoides.

## Subespecies
- E. b. brigitta (África tropical)
- E. b. pulchella (Boisduval, 1833) (Madagascar, ilhas Maurício, Ilhas Comores, Ilhas Aldabra)
- E. b. drona (Horsfield, [1829]) (Sumatra, Java, Lombok)
- E. b. senna (C. & R. Felder, [1865]) (Península da Malásia, de Singapura, Indochina)
- E. b. fruhstorferi (Moore, 1906) (leste da Indochina)
- E. b. ina Eliot, 1956 (sul de Sulawesi)
- E. b. hainana (Moore, 1878) (Hainan)
- E. b. a rubéola (Wallace, 1867) (Sri Lanka, Índia, Birmânia, sul da China, Nicobars)
- E. b. formosana Matsumura, De 1919 (Taiwan)
- E. b. yunnana (Mell)
- E. b. australis (Wallace, 1867) (Austrália, Nova Guiné (Papua-Nova Guiné)